# Großsteingrab Stenløse By 6
Das Großsteingrab Stenløse By 6 (auch Stenhøj Jættestue genannt; Archiv-Nr. 010605-70) liegt zwischen Stenløse und Værebro, nördlich des Kildebækvej, südlich von Gammel Ølstykke im Nordosten der dänischen Insel Seeland. Die Megalithanlage der Trichterbecherkultur (TBK) entstand im Neolithikum zwischen 3500 und 2800 v. Chr. Neolithische Monumente sind Ausdruck der Kultur und Ideologie neolithischer Gesellschaften. Ihre Entstehung und Funktion gelten als Kennzeichen der sozialen Entwicklung.
Die etwa Nord-Süd orientierte Einfassung des Hünenbettes dieser Megalithanlage ist bis auf etwa 10 Steine nicht mehr vorhanden. Erhalten ist noch der ungewöhnlich hohe Hügel, in dem sich zwei Kammern befinden. Die südliche etwa 2,5 × 1,6 m große Kammer ist überwachsen und im Hügel verborgen. Von der nördlichen Kammer, einem Urdolmen ohne Deckstein mit einer abnorm schmalen Form, ragen vier Tragsteine aus der Hügeloberfläche.